# Gregor Maria Hanke
Gregor Maria Hanke O.S.B., nascido Franz Maria Hanke (Elbersroth, 2 de julho de 1954), é um clérigo católico romano alemão e bispo emérito de Eichstätt.

## Vida

### Carreira
Franz Hanke, um professor, e sua esposa Elisabeth viveram no distrito de Troppau, nos Sudetos, até 1946, quando foram expulsos e se estabeleceram na Francônia Central com seus três filhos e duas filhas. Dois dos irmãos mais velhos de Franz Maria tornaram-se padres.
Formou-se no Willibald-Gymnasium em Eichstätt em 1974 e depois ingressou no seminário diocesano, estudando em Londres durante o ano letivo de 1976/77. Obteve o diploma em teologia na Universidade Católica de Eichstätt em 1980 e, em seguida, lecionou religião durante o ano letivo de 1980/81 em uma escola profissionalizante em Roth.
Em 1981, ele entrou na Abadia Beneditina de Plankstetten e recebeu o nome religioso Gregor Maria, em homenagem a Gregório de Nissa. Fez seus votos finais como beneditino em 10 de outubro de 1982. Estudou inglês em Eichstätt no ano seguinte, foi ordenado sacerdote em 10 de setembro de 1983 pelo bispo Alois Brems, e depois estudou inglês em Oxford de 1983 a 1985. Ele então retornou à sua abadia e administrou os serviços de hóspedes e o centro educacional por cinco anos.
Passou o ano de 1990/91 no Pontifício Instituto Oriental de Roma. Em 13 de julho de 1993, Gregor Maria foi eleito 54º Abade de Plankstetten, fundado em 1129. Na época de sua eleição, ele era o abade mais jovem da Baviera. Em 2 de outubro de 1993, recebeu a bênção abacial do então Bispo de Eichstätt, Karl Braun. Até sua nomeação episcopal, também foi Abade Conselheiro na Congregação Beneditina da Baviera.
Em 2002, concluiu seus estudos de doutorado na Faculdade de Teologia da Universidade Jesuíta de St. Georgen, em Frankfurt, que haviam sido interrompidos por sua eleição como abade. Sua tese abordou o Rito das Horas da Hagia Sophia em Constantinopla. Em 2004, o Abade Gregory foi condecorado com a Ordem dos Santos Constantino e Helena pelo Metropolita da Igreja Ortodoxa Tcheco-Eslovaca em Praga, por seus esforços em prol da reconciliação internacional e seu compromisso ecumênico.

## Bispo de Eichstätt
Em 14 de outubro de 2006, ele foi nomeado pelo Papa Bento XVI  como o 82º Bispo de Eichstätt, sucedendo Walter Mixa.
Com a nomeação do abade beneditino, continuou a tradição de que, com breves interrupções, sempre uma cátedra de bispo na área da Conferência Episcopal Bávara é ocupada por um Beneditino. Em 2 de dezembro de 2006, o abade Gregor Maria Hanke foi ordenado bispo pelo Metropolita da Província Eclesiástica de Bamberg, Arcebispo Ludwig Schick, na Catedral de Eichstätt. Os principais co-consagradores foram o antecessor no bispado de Eichstätt e bispo de Augsburg, Walter Mixa, bem como o bispo Gabriel Akwasi Abiabo Mante, da diocese de Jasikan, em Gana, que tem uma parceria com a Abadia de Plankstetten.
Como Bispo de Eichstätt, Hanke foi, em virtude de seu cargo, Grão-Chanceler (Magnus Cancellarius) e Presidente do Conselho de Curadores da Fundação da Universidade Católica de Eichstätt-Ingolstadt até 30 de setembro de 2010. Em maio de 2008, o bispo Hanke não concordou com a nomeação de Ulrich Hemel, que havia sido eleito presidente pelo Conselho Universitário com grande maioria. Ele explicou sua decisão dizendo: “A confiança mútua necessária para uma universidade de fundação, que garantiria o curso desejado e a orientação da universidade para perspectivas voltadas para o futuro, não pôde ser desenvolvida." Em junho de 2008, ele colocou o Chanceler da Universidade, Gottfried von der Heydte, em licença com efeitos imediatos devido a provas concretas de desempenho inconsistente.
Desde 1º de outubro de 2010, de acordo com a nova constituição da fundação, o cargo de Presidente do Conselho de Fundação e Magnus Cancellarius foi transferido para o presidente da Conferência Episcopal da Baviera. O bispo de Eichstätt continua sendo membro do Conselho de Administração. 
Durante a visita do Conselho Permanente da Conferência Episcopal Alemã à Terra Santa em março de 2007, o Bispo Hanke, como outros bispos, fez uma comparação entre o “desumano Gueto de Varsóvia ” e o “Gueto de Ramallah”, nomeadamente o cerco de palestinos , incluindo numerosos cristãos, pelas fortificações fronteiriças de Israel. O seu “direito natural à vida” não deveria ser “aplicado de forma tão brutal”. A impressão expressa por Hanke provocou desaprovação e indignação entre os Verdes e a Esquerda na Alemanha e em Israel, e compreensão entre extremistas de direita e islâmicos. O bispo Hanke enfatizou então explicitamente o direito de Israel existir em uma declaração e descreveu qualquer comparação entre “os eventos do Holocausto e a situação atual na Palestina” como “inaceitável” e “não intencional”.
No Festival Willibald e no aniversário da cidade de Eichstätt em 2008, o bispo alertou contra o banimento de símbolos religiosos da vida pública: "Qualquer um que queira banir símbolos religiosos como a cruz da vida pública do nosso país deve saber que está indo contra as raízes da árvore de cujos frutos participa". Em sua homilia, afirmou: "Uma sociedade que orienta sua coexistência em valores não pode prescindir de uma conexão com Deus".
No outono de 2010, Hanke defendeu o reconhecimento da Obra dos Santos Anjos pelo Papa Bento XVI e criticou a recusa de quase todas as instituições educacionais católicas em aceitar a parte da organização que está em comunhão com a Igreja. Segundo Hanke, eles queriam “jogar o bebê fora junto com a água do banho.”
Quanto comentou sobre a falta de sacerdotes, afirmou que ela deve ser vista em uma linha com outros sintomas de deficiência da vida eclesial na Alemanha e na Europa. "Estamos diante de uma falta de fiéis em nossas paróquias e em nossos cultos, uma falta de prática de oração na vida diária. E por último, mas não menos importante, sofremos de falta de alegria na fé.” 
Em fevereiro de 2012, o bispo Hanke fez uma visita de solidariedade aos cristãos coptas no Cairo e Alexandria. O testemunho de fé dos cristãos perseguidos foi um exemplo para os cristãos na Alemanha, afirmou em seu retorno.
Em fevereiro de 2018, Hanke tornou público um escândalo financeiro na diocese de Eichstätt, com perdas de até 60 milhões de euros devido a empréstimos sem garantia no mercado imobiliário dos EUA. O bispo desejou renunciar após a revelação do escândalo, sendo demovido pelos advogados que contratara. O Ministério Público de Munique II anunciou em 25 de junho de 2020 que havia encerrado as investigações preliminares contra o bispo Hanke, iniciadas em março de 2019 na sequência de uma queixa criminal anónima, porque não surgiu nenhuma suspeita inicial fiável.
Hanke também causou polêmica em 2018 quando ordenou um homem que havia sido demitido do seminário de Würzburg em 2013, após ter atraído a atenção com as chamadas "piadas de campo de concentração" e paródias de Hitler. As críticas a essa ordenação vieram, entre outros, do presidente do Conselho Central dos Judeus na Alemanha, Josef Schuster, porque os principais representantes da igreja garantiram, após a descoberta do escândalo de Würzburg, que o homem demitido não seria admitido no seminário em nenhuma outra diocese católica.
Ele pertence à minoria de bispos alemães que se opõe fundamentalmente à ordenação de mulheres. Durante o Caminho Sinodal na Alemanha, em 2022 e 2023, ele votou contra a revisão da exclusão de mulheres do sacerdócio pelo Vaticano e contra o acesso das mulheres ao diaconato, o nível mais baixo de ordenação. Em 2024, Hanke foi um dos quatro bispos alemães a assinar uma declaração recusando a participação em um futuro órgão sinodal, além de reiterarem suas críticas ao Caminho Sinodal da Igreja na Alemanha.
O Papa Leão XIV aceitou sua renúncia antecipada em 8 de junho de 2025. O Papa Francisco havia ceito sua renúncia antes da Páscoa, sem definir uma data para sua entrada em vigor. Handke afirmou que deseja retornar ao trabalho pastoral fora da diocese, renunciando à insígnia e ao título de bispo, e eventualmente retornar à vida monástica.

## Tarefas sobrediocesanas
Hanke participou como um dos três delegados da Conferência Episcopal Alemã no Sínodo Episcopal Mundial de 5 a 26 de outubro de 2008 em Roma. O grupo de trabalho de língua alemã o escolheu como seu moderador. Bento XVI também o nomeou para o Sínodo do Oriente Médio, em Roma, de 10 a 24 de outubro de 2010, para tratar da situação dos cristãos no Oriente Médio. Ele foi membro da  Comissão para as Vocações Clericais e Serviços Eclesiásticos e da Comissão para o Matrimônio e a Família da Conferência Episcopal Alemã, e Presidente do Conselho de Administração e do Comité de Associação da Associação das Dioceses da Alemanha (VDD).
Em 29 de março de 2014, o Papa Francisco nomeou Bispo Hanke, membro da Congregação para os Institutos de Vida Consagrada e Sociedades de Vida Apostólica.

## "Ecologia do Coração"
O bispo Hanke tem uma atitude ecológica fundamental que ultrapassa os problemas econômicos. Já em 1994, sob sua liderança, toda a agricultura do mosteiro foi convertida em agricultura orgânica-biológica (diretrizes da Bioland). Em 2001, o mosteiro foi completamente renovado e o estabelecimento de uma nova loja de monastério melhorou o marketing regional dos produtos do mosteiro e alguns fornecedores da região em torno de Plankstetten. Como resultado dessas inovações, a abadia recebeu a reputação de ser um "mosteiro verde". Como defensor da economia circular ecológica, ele próprio tornou-se um interlocutor procurado para questões fronteiriças entre teologia e ecologia e a preservação da criação no manejo responsável dos alimentos ("alimento como meio de vida") a questões de bem-estar animal.
Para uma "ecologia do coração", ele falou em sua primeira palavra pastoral. Em contraste com as "leis duras de utilidade e eficiência", são necessários mais corações e crescimento no amor: "Quanto mais somos generosos em relação ao Senhor, mais ganhamos". Esta poderia ser a base para uma nova coexistência das pessoas e para uma manipulação cuidadosa da criação. No boletim informativo, que foi lido no primeiro domingo de Advento nas paróquias da diocese de Eichstätt, o Bispo Hanke advertiu sobre "“orgulho que esquece Deus das próprias realizações, que não conhece mais nenhuma restrição ética”, contra o “prazer sensual desinibido e o egoísmo imprudente”.
A Sociedade Alemã de Meio Ambiente e Toxicologia Humana (DGUHT) honrou Gregor Maria Hanke em 3 de maio de 2008 com a Medalha de Rachel Carson, em reconhecimento ao “compromisso exemplar de Hanke com a proteção ambiental regional e a agricultura orgânica.”
No campo do ecumenismo, Hanke pede a partilha da responsabilidade de todos os cristãos pela sociedade e pelo mundo. Especialmente no campo da ecologia, os cristãos têm um grande potencial da teologia da criação, que eles teriam que reunir. "Não devemos fugir à nossa responsabilidade global só porque ainda não chegámos a um acordo dogmático".
Hanke alertou repetidamente contra o uso de energia nuclear, como fez logo após sua nomeação como Bispo de Eichstätt em uma entrevista ao jornal diário “Die Welt”. "O homem nunca pode ter essa tecnologia completamente sob controle", disse Hanke em entrevista à Catholic News Agency, em março de 2010, em Eichstätt. Também é "desonesto" considerar a geração de energia nuclear como uma contribuição para a proteção climática. O bispo enfatizou que, com base em sua convicção cristã, ele queria contrariar a crença no crescimento ilimitado e consumidor de recursos. No entanto, a energia nuclear está alimentando esse equívoco fatal: “Porque sugere que não precisamos repensar como economizamos energia e a usamos de forma mais eficiente”.
O bispo Hanke foi um dos primeiros a chamar na primavera de 2013 para apoiar a Iniciativa Cidadã Europeia "One of Us".

## Obras
- O Cânone das Odes do Rito das Horas de Constantinopla à Luz das Contribuições de H. Schneider e O. Strunk – uma Releitura . Em: Hans-Jürgen Feulner, Elena Velkovska, Robert F. Taft (eds.): Encruzilhada de culturas. Estudos em Liturgia e Patrística em Honra de Gabriele Winkler (= Orientalia Christiana Analecta 260). Pontificio Istituto Orientale, Roma 2000, pp. 345–367.
- Vésperas e Orthros do Rito Catedral de Hagia Sophia em Constantinopla: um estudo estrutural-analítico e histórico-desenvolvimental com consideração especial da salmodia e das fórmulas nas eucologias (= Fórum Teológico de Jerusalém 21). Aschendorff, Münster 2018
- Projekt Netzwerk Umwelt: Erarbeitung und Präsentation einer Umweltausstellung zum Thema „Glauben und Handeln“ in der Benediktinerabtei Plankstetten. Berching, 2004.
- Achtsam-Genügsam-Nachhaltig: Benedikt und Ökologie. In: Notker Wolf (Hrsg.): Die Botschaft Benedikts. Münsterschwarzach 2008.